# Leiophron pallidistigma
Leiophron pallidistigma är en stekelart som beskrevs av Curtis 1833. Leiophron pallidistigma ingår i släktet Leiophron och familjen bracksteklar. Arten är reproducerande i Sverige. Inga underarter finns listade i Catalogue of Life.